# Litoria pterodactyla
Litoria pterodactyla es una rana arbórea del género Litoria y de la  la familia Hylidae de la isla Nueva Guinea.
La rana usa sus dedos palmeados para dirigirse cuando salta de los árboles, como un humano en un paracaídas. Uno de los científicos que vieron la rana, Paul Oliver, del Museo de Queensland, dijo: "Es una rana verde grande con muchas correas en los dedos de los pies. Viven en lo alto del dosel del bosque y, si quieren moverse, simplemente saltan al aire y extienden sus dedos de manos y pies, y luego pueden controlar su descenso."
A partir de 2019, los científicos solo vieron Litoria pterodactyla una vez. Los científicos utilizaron código de barras de ADN para examinar Litoria pterodactyla y sus parientes Litoria vivissimia y la rana pinocho.
Su nombre en latín significa alas en sus dedos. Su nombre en inglés, parachuting frog, significa rana que usa un paracaídas.